# 中原半尾花介
中原半尾花介（学名：Semicytherura chungyuan）为尾花介科半尾花介屬下的一个种。